# 喵喵 (寶可夢)
喵喵（日語：ニャース，粵語舊譯：喵喵怪，台灣曾譯：喵貓），為1025種寶可夢中的一種，最先出現於精靈寶可夢第一世代中。

## 簡介
喵喵是妖怪貓寶可夢，其屬性為一般屬性（在阿羅拉地區的喵喵為惡屬性，而伽勒爾地區的為鋼屬性），居住地為城鎮。喜歡圓滾滾的東西（也就是動畫片尾曲「喵喵之歌」所示），例如毛線球或是胖丁，也喜歡閃亮亮的東西，如金幣等。喵喵有著類似貓科動物的外觀，與體型小的家貓有著相似的特徵。一般佔據多數的喵喵都是靠四足行走，然而一些卻會憑兩隻腳的力量行走。它有著乳白的毛髮，而在尾巴尾端和後爪開始變成褐色。它那橢圓形的臉蛋與四個突出的貓須連接一起、無鼻孔、黑與褐的一雙耳朵、一個閃閃發亮的橢圓金幣貼在額頭上。喵喵與貓老大和其他現世中的貓咪一樣，一旦遇上了危機狀況它會立伸出尖利的爪子。

### 命名由來
来自ニャースnyāsu（田尻智饲养的猫的名字）。

## 遊戲中的喵喵
精靈寶可夢系列遊戲中，野生喵喵僅出現於綠、藍、銀、水晶、火紅、葉綠、珍珠、鑽石版中。蛋群屬於陸上類。野生喵喵有機會擁有先制之爪（鑽石珍珠版）或金珠（火紅葉綠版），而其男女比例為1：1。在28級時會進化成貓老大。特性是撿拾（對戰結束後可能撿拾到道具）以及技術高手（使用威力小於等於60的招式，威力提升為1.5倍。）。雌雄外型上並無差別。阿羅拉的樣子會因親密度而進化為貓老大。

## 動畫中的喵喵

### 火箭隊的喵喵
在精靈寶可夢動畫中，喵喵在石英聯盟開始，就為火箭隊的武藏和小次郎所擁有（或者說是同為隊員），雖然曾經數次被短暫拋棄。火箭隊的為全世界唯一一隻會走路和說人話的非傳說的寶可夢（因此他也在積極尋找會講話的其他寶可夢同伴）。說話時常會在句子後面加上「～喵」，因此常會許多人感到很驚訝，並想加以收服或是研究。原本在火箭隊講開場白時，只負責講最後一句「就是這樣，喵～」，但在對戰開拓區時代後台詞漸加重。負責大部分火箭隊三人組機器人的研發，因此曾自稱為全火箭隊中最聰明、成功率最高的參謀，但事實上不然。最終目標是趕走火箭隊老大－坂木老大身邊的貓老大，而重新取得其寵幸。此外，因為翻譯的關係，火箭隊的喵喵又常被稱為「喵貓」。
動畫第71集「喵喵之歌」中，曾提到喵喵為了追求母喵喵「瑪丹娜」，而學會說人類的語言，且也漸漸練就只用兩隻腳走路。當它學會說人話和站立走路後，它又遇到了瑪丹娜，然而瑪丹娜再次拒絕了它，因為瑪丹娜覺得會說人話的喵喵很噁心，還說他是只有骯髒小金幣的喵喵。除了瑪丹娜外，還曾喜歡過小遙的向尾喵，以及一隻在陽台曬太陽的向尾喵。在神奥地区曾经喜欢一只魅力喵，还带着她私奔，但后来魅力喵进化成东施喵而放弃。在合眾地區。喵喵喜歡上了一隻它認為是雌性的扒手貓，但後來知道牠是雄性而放棄。在城都聯盟時期，曾被一隻母布魯瘋狂愛上，布魯一見到喵喵，就會咬住他的尾巴不放，導致喵喵一見到布魯就會害怕而逃走。因為喵喵耗盡力氣學說人話和站立走路，所以已經學不會一般喵喵所會的聚寶功絕招。在精靈寶可夢放送局中，亦有說出喵喵和火箭隊的武藏和小次郎相遇過程，以及為何想和貓老大爭寵的原因。
劇情發展中（BW4），喵喵也曾被武藏和小次郎以半威脅的方式，強制扮成其他寶可夢(月亮伊布)，以達成計劃目的。
喵喵曾經為了爭取波克比的蛋（最後所有權歸於小霞），而獨自一人辛苦的孵蛋。例如在吃飯時規定其他人不准做蛋料理，洗澡時帶著蛋一起進溫泉，睡覺時也用其體溫幫忙孵蛋等。最後在所有權爭奪戰中，雖然一開始贏過了小剛的大岩蛇，但最後仍敗給小智而飲恨出局。
火箭隊喵喵的聲優－犬山犬子，曾經以喵喵的身分為動畫版片尾曲演唱，包含「喵喵之歌（ニャースのうた）」以及「喵喵的派對（ニャースのパーティ）」等。
在BW45話因火箭隊任務假裝被逐出火箭隊，加入小智一行人。在與小智一行人旅行的期間，喵喵與水水獺經常因為同時喜歡上同一隻寶可夢或者而發生爭鬥。
在精靈寶可夢XY&Z第87話中，喵喵遇到了胖丁，兩人一見鍾情並成為情侶。
順帶一提，因同樣地受到動畫的影響，喵喵是繼皮卡丘之後，最為人熟知的寶可夢。同時牠也是最聰明的寶可夢，從他能夠講人話，及與火箭隊的成員們開發各種捕捉寶可夢的機器，就可知道喵喵有非常豐富的科學知識。

#### 劇場版
在系列長篇電影版中，喵喵和火箭隊經常以反派角色出現。而短篇電影版中，喵喵過往都是主角，可惜最後都沒有好下場。

#### 配音演员
- 日本：犬山犬子
- 臺灣：汪世瑋（超世代以後）、林佑俽（第2～104話）、姚敏敏（第105～208話）、雷碧文（第209～260話）
- 香港：梁偉德（寵物小精靈，TVB、上映劇場版（～M19））、王夢華（寵物小精靈，亞視、有線、沒上映劇場版DVD（～M18））、伍博民（寶可夢，有線、香港開電視（太陽＆月亮第1話～）、劇場版（M20～M21））→懸空（寶可夢，有線、香港開電視（劇場版（M23～））
- 中國大陆：王晨光
- 美国：Maddie Blaustein（第1～8季）、Jimmy Zoppi（第9季以後）

### 其他的喵喵
此外，主角小智的勁敵－哲也，也擁有一隻長靴喵喵，以習慣穿長靴以及戴帽子得名。實力相當驚人，許多寶可夢都不是其對手，因此最後幫助哲也拿到聯盟冠軍。其實其身後有著悲慘的故事。

## 漫畫中的喵喵

### 神奇寶貝特別篇
在神奇寶貝特別篇中，喵喵僅以一般配角的身分出現。

### 神奇寶貝
在穴久保幸作所著的同名漫畫神奇寶貝中，喵喵是副主角酷林的寶可夢夥伴，首次出現在寶可夢選美比賽，會灑金幣「賄賂」裁判。口頭禪是「喵」。另外反派腳色坂木兄弟也擁有一隻，常為了打敗主角的寶可夢皮皮，而使用一些小手段攻擊他。

## 卡片遊戲
在精靈寶可夢系列卡片遊戲中，喵喵最早出現於擴充第二彈。

## 其他
- 在台灣神奇寶貝樂園開園期間的布偶秀，以及群英社活動中，喵喵布偶裝經常是主角之一。
- 精靈寶可夢中心大阪店店徽右邊就是喵喵。

## 註解
1. ↑  第一世代就是指自精靈寶可夢紅、綠版開始出現的寶可夢，全國圖鑑編號1～151
2. ↑  珍珠鑽石版以後新增
3. ↑  從精靈寶可夢珍珠鑽石版後，部分寶可夢開始有雄雌上的差別
4. ↑  出自第2集「神奇寶貝中心大決鬥」
5. ↑  出自第67集「當呆呆獸變成呆河馬的時候」
6. ↑  出自超世代第47集「向尾喵與芳香療法」
7. ↑  出自第125集「布盧的華麗生活」以及第176集「喵貓跟布盧跟布盧皇」
8. ↑  出自第49集「波克比是誰的呢」
9. ↑  出自超世代第124集「抵達彩幽市！穿著長靴的喵喵!?」